# Slant Six Games
Slant Six Games è stata una società canadese sviluppatrice di videogiochi, fondata nel 2005. Il nome deriva da quello dal motore di una Plymouth del 1959.
Ha sviluppato tre giochi, pubblicati da Sony Computer Entertainment.
Dopo lo sviluppo di Resident Evil: Operation Raccoon City, ci sono stati molti tagli del personale. Nel Giugno del 2013, la società ha chiuso. 

## Prodotti sviluppati
| Videogioco                              | Data rilascio | Piattaforma                                |
| --------------------------------------- | ------------- | ------------------------------------------ |
| SOCOM: U.S. Navy SEALs Tactical Strike  | 2007          | PlayStation Portable                       |
| SOCOM: U.S. Navy SEALs Confrontation    | 2008          | PlayStation 3                              |
| SOCOM: U.S. Navy SEALs Fireteam Bravo 3 | 2010          | PlayStation Portable                       |
| Resident Evil: Operation Raccoon City   | 2012          | PlayStation 3, Xbox 360, Microsoft Windows |